# Allard

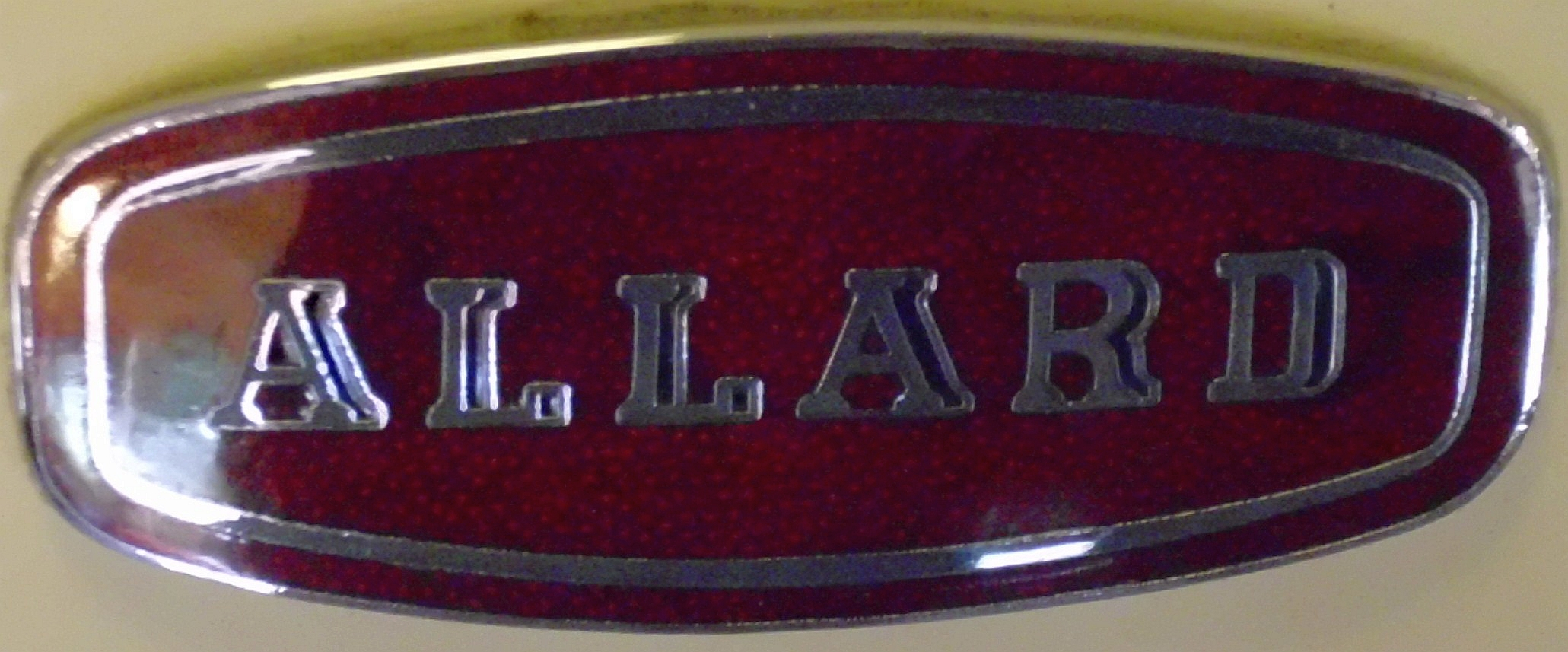
Emblem

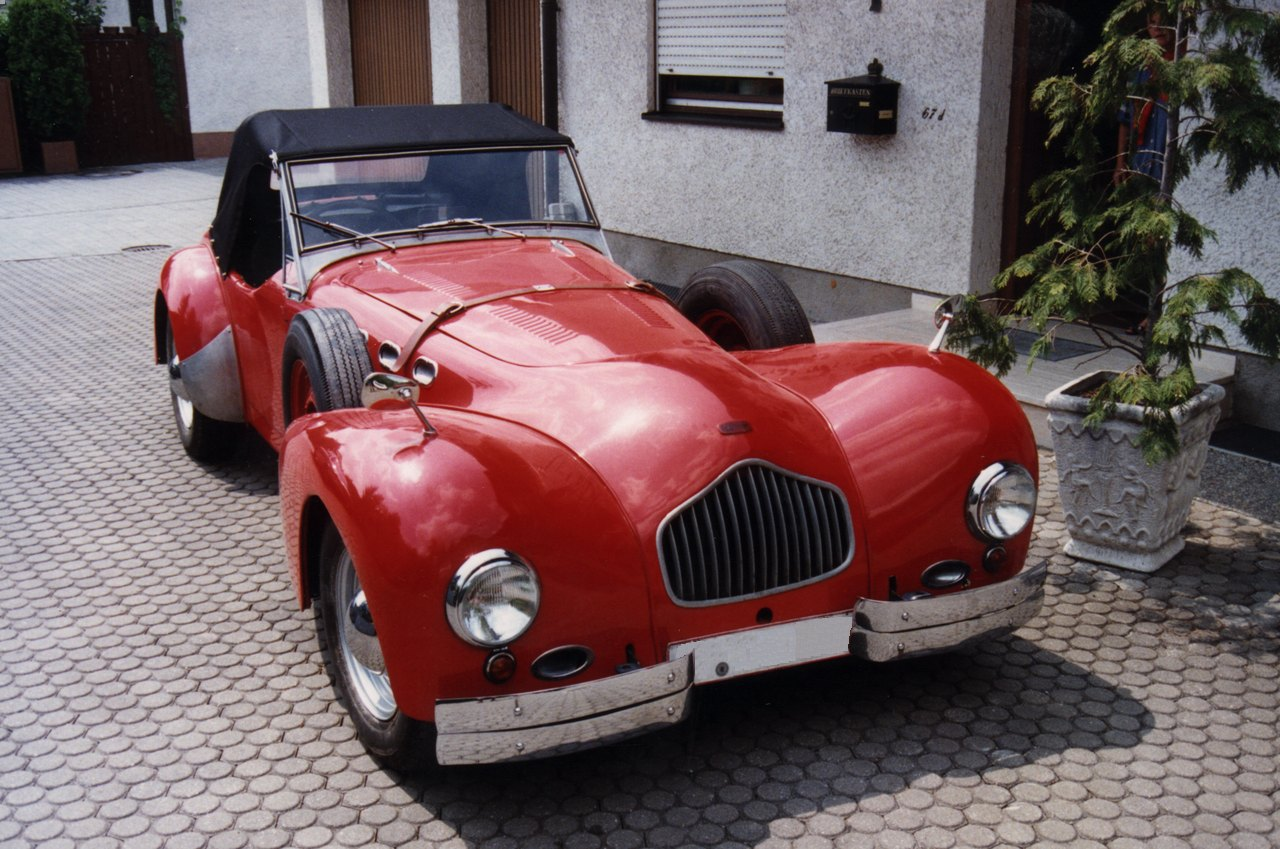
Allard K2

Allard war ein britischer Automobilhersteller aus dem Londoner Stadtteil Clapham. Er wurde 1946 von Sydney Allard als „Allard Motor Company Ltd.“ gegründet und bestand bis 1966. Nachfolgefirmen reaktivierten die Marke in der Folgezeit mehrmals.

## Automobil- und Firmengeschichte
Die Produktion begann bereits 1936 mit dem Modell „Special“ in geringsten Stückzahlen. In weitere renntüchtige Einzelstücke wurden amerikanische V8-Motoren eingebaut. Nach dem Ende des Zweiten Weltkriegs übernahm Allard die Räumlichkeiten des Karosserieherstellers Southern Motor Company in Clapham. Im Jahre 1946 wurde der Rennroadster J.1 vorgestellt. Es folgte der komfortablere K.1 und später die Viersitzer L und M. Alle Fahrzeuge wurden mit dem 3622-cm³-V8-Motor von Ford ausgerüstet. 1949 kam der 5/6-sitzige P-Saloon hinzu und 1950 der J.2 mit De-Dion-Hinterachse und V8-Motor von Mercury, Cadillac oder Chrysler. Ab 1952 gab es den P.2 Estate Car Safari und die kleinere Modellreihe Palm Beach. Mögliche Motorisierungen waren:
- 2267 cm³-Motor vom Ford Zephyr (Sechszylindermotor)
- 1508 cm³-Motor vom Ford Consul
- 3442 cm³-Motor von Jaguar (dieser allerdings erst später, für den Palm Beach II)

Am anderen Ende des Marktes war der Allard Clipper positioniert, ein dreirädriger Kleinstwagen mit Kunststoffkarosserie, der von einem 350 cm³ großen Motorradmotor angetrieben wurde. Vom Clipper entstand nur eine Vorserie von 20 Exemplaren; eine Serienfertigung kam nicht zustande.
Ende der 1950er Jahre nahm der Markt für individuell gefertigte Spezialfahrzeuge soweit ab, so dass Anfang der 1960er Jahre die Firma ihre Aktivitäten einstellen musste. Der Großteil der 1830 gebauten Allard ging in die USA. Markenneustartversuche gab es 1981 und 1991, allerdings erfolglos.
Die Karosserien der Vorkriegsfahrzeuge stammten von den Karosseriebauunternehmen Coachcraft, Ranalah sowie Whittingham & Mitchel, diejenigen der ersten Nachkriegsjahre von Whittingham & Mitchel sowie Paramount Sheet Metal.
Als weitere Produktionsstätte übernahm die Allard Motor Co Ltd. in den frühen Nachkriegsjahren von Whittingham & Mitchel die Fertigungshallen an der Adresse 126, New King’s Road, Fulham, London S.W. 6, als der Karosseriebauer nach Surrey zog.
Zwischen 1937 und September 1939 entstanden 12 Allard-Fahrzeuge, 1946 nur sieben und 1947 schon 173. In den folgenden vier Jahren wurden 432, 265 und 305 beziehungsweise 337 Automobile gefertigt, 1952 und 1953 nur noch 132 beziehungsweise 123 Fahrzeuge, danach nur noch insgesamt 44. Auf dem britischen Markt litt Allard vor allem unter dem 1948 präsentierten Jaguar XK 120, wodurch sich die Exportquote von sieben Prozent 1949 auf 97 Prozent 1953 verschob.
Seit Ende der 1990er Jahre verwendet Allard Motor aus dem kanadischen Montreal den gleichen Markennamen für individuell gestaltete Sportfahrzeuge.

## Modelle
Die ersten Nachkriegsmodelle wurden mit Buchstaben bezeichnet. Dabei bedeutete J zweisitziger Sportwagen, K zweisitziger Tourenwagen, L viersitziger Tourenwagen, M Cabriolet und P Limousine.
| Typ             | Bauzeitraum | Zylinder / Ventilsteuerung | Hubraum  | Leistung         | Bild                  |
| --------------- | ----------- | -------------------------- | -------- | ---------------- | --------------------- |
| V8              | 1937–1939   | 8 / sv                     | 3622 cm³ | 85 bhp (62,5 kW) |                       |
| V12             | 1938–1939   | 12 / sv                    | 4379 cm³ | 112 bhp (82 kW)  |                       |
| J1 (3.6)        | 1946–1947   | 8 / sv                     | 3622 cm³ | 85 bhp (62,5 kW) | Allard J1             |
| J1 (3.9)        | 1946–1947   | 8 / sv                     | 3917 cm³ | 100 bhp (74 kW)  |                       |
| J2              | 1949–1954   | 8 / ohv                    | 3917 cm³ | 140 bhp (103 kW) | Allard J2             |
| J2X             | 1951–1954   | 8 / ohv                    | 4375 cm³ | 150 bhp (110 kW) | Allard J2X            |
| J2R             | 1956        | 8 / ohv                    | 5424 cm³ | 270 bhp (199 kW) |                       |
| K1              | 1946–1950   | 8 / sv                     | 3622 cm³ | 95 bhp (70 kW)   | Allard K1             |
| K2              | 1950–1953   | 8 / sv                     | 3917 cm³ | 100 bhp (74 kW)  | Allard K2             |
| K3              | 1952–1956   | 8 / sv                     | 3622 cm³ | 95 bhp (70 kW)   | Allard K3             |
| L               | 1946–1950   | 8 / sv                     | 3622 cm³ | 85 bhp (62,5 kW) | Allard L              |
| M               | 1947–1950   | 8 / sv                     | 3622 cm³ | 85 bhp (62,5 kW) | Allard M              |
| M2              | 1951        | 8 / sv                     | 3622 cm³ | 85 bhp (62,5 kW) |                       |
| M2X             | 1951–1952   | 8 / sv                     | 3622 cm³ | 85 bhp (62,5 kW) |                       |
| P1              | 1949–1952   | 8 / sv                     | 3622 cm³ | 85 bhp (62,5 kW) | Allard P1             |
| P2              | 1952–1956   | 8 / sv                     | 3622 cm³ | 85 bhp (62,5 kW) | Allard P2             |
| Safari          | 1952        | 8 / sv                     | 3622 cm³ | 85 bhp (62,5 kW) | Allard Safari         |
| 21C Palm Beach  | 1952–1956   | 4 / ohv                    | 1508 cm³ | 47 bhp (35 kW)   | Allard 21C Palm Beach |
| 21Z Palm Beach  | 1952–1956   | 6 / ohv                    | 2262 cm³ | 68 bhp (50 kW)   | Allard 21Z Palm Beach |
| 72Z Palm Beach  | 1956–1960   | 6 / ohv                    | 2553 cm³ | 90 bhp (66 kW)   | Allard 72Z Palm Beach |
| 72XK Palm Beach | 1956–1960   | 6 / dohc                   | 3442 cm³ | 190 bhp (140 kW) |                       |
| Gran Turismo    | 1957–1960   | 6 / dohc                   | 3442 cm³ | 210 bhp (154 kW) |                       |

## Sportliche Erfolge

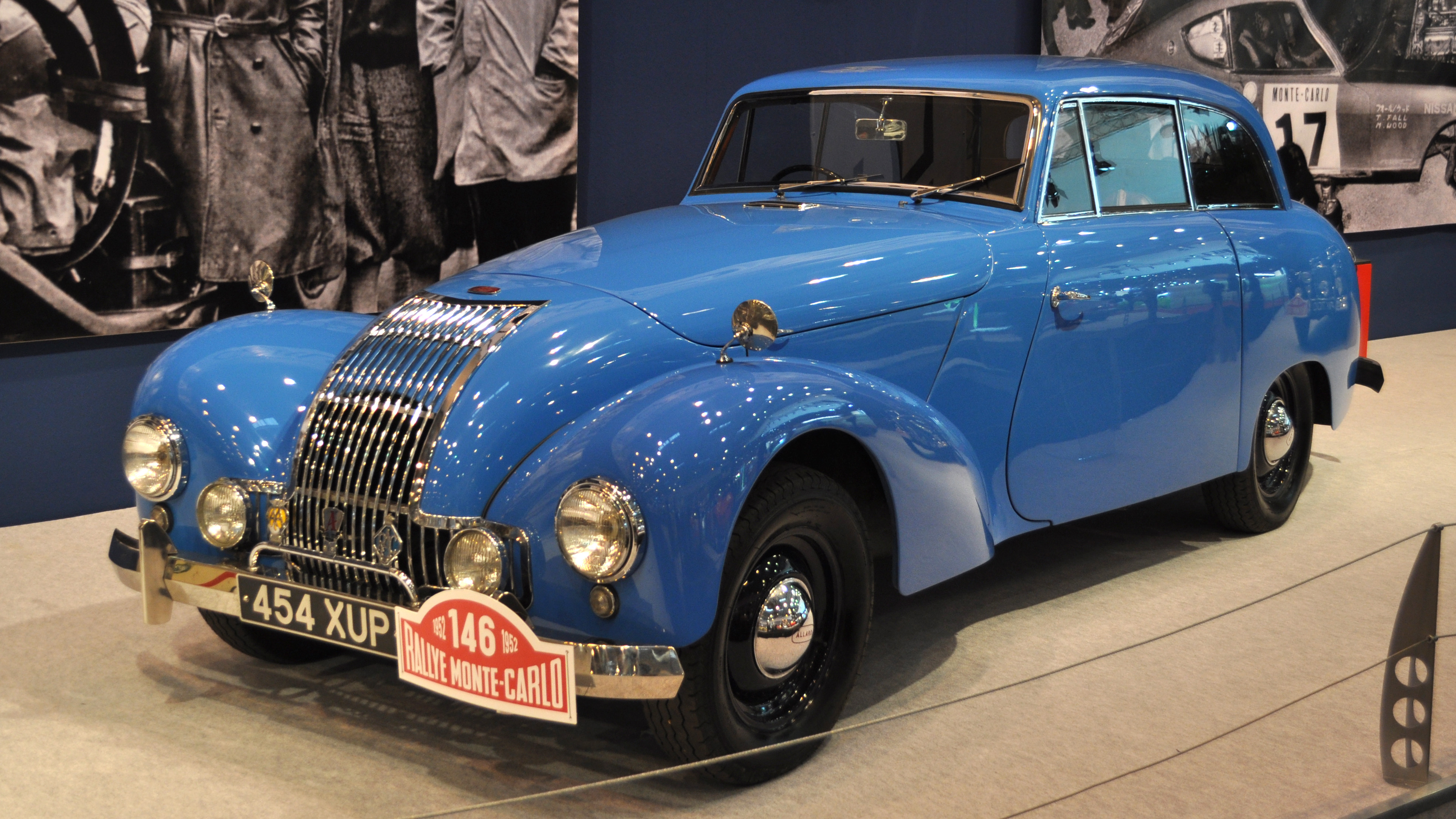
Allard P: Siegerwagen der Rallye Monte Carlo 1952 auf der Essen Motor Show 2011

Im Jahre 1947 gab es erste Siege in Bergrennen und bei der Lissabon-Rallye. Überarbeitet kam das Modell als J2X 1952 in den Renneinsatz. Unter anderem war Allard mehrmals bei den 24 Stunden von Le Mans am Start. Sydney Allard gewann mit einem P.1 im Jahre 1952 die Rallye Monte Carlo. Später gelang es Sydney Allard, einige 5,4 l Cadillac Motoren zu erwerben, welche die Wagen mit 160 PS auf 210 km/h beschleunigten.

## Bilder

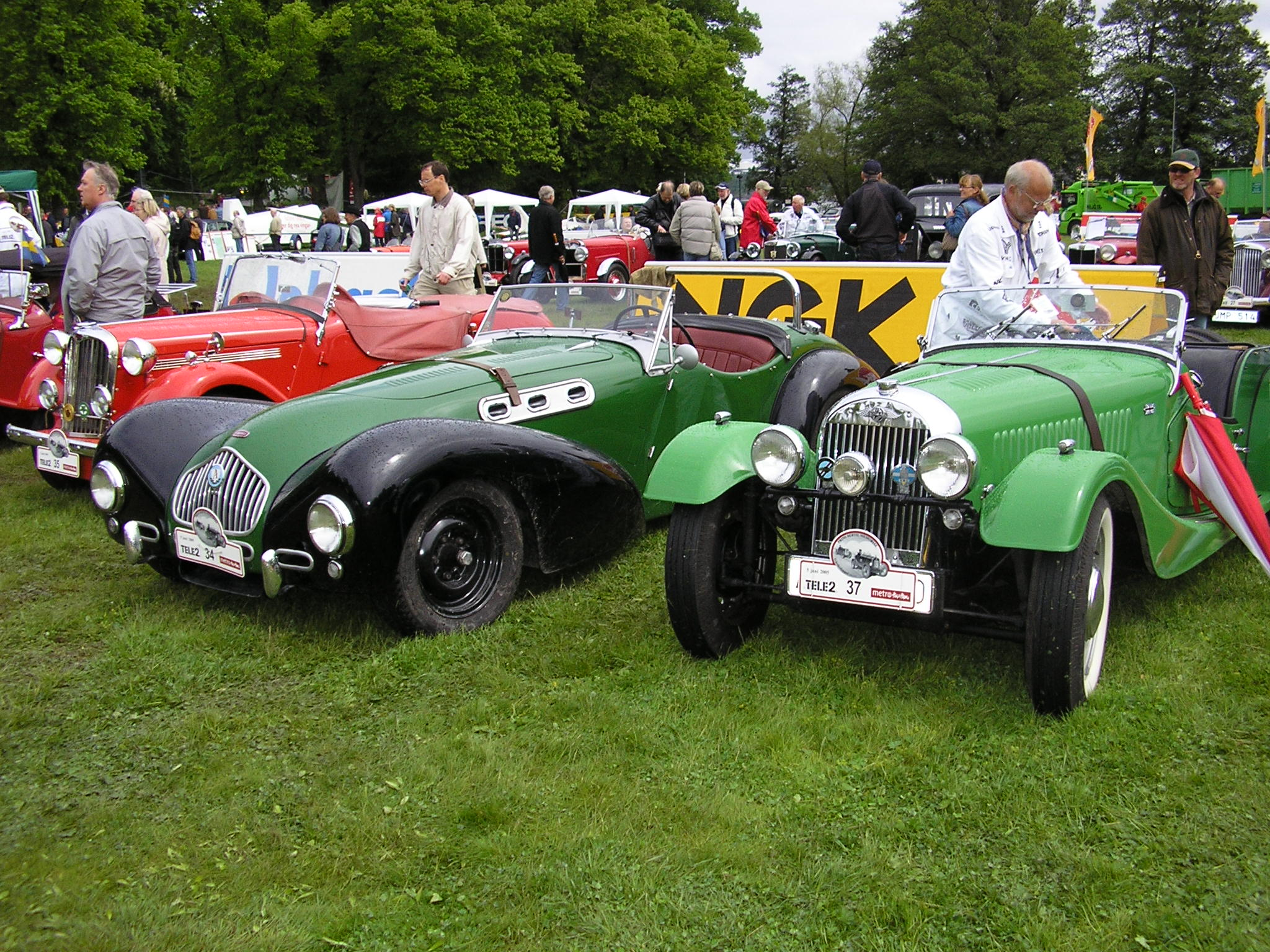
Singer, Allard K2 und Morgan (v. links n. rechts)
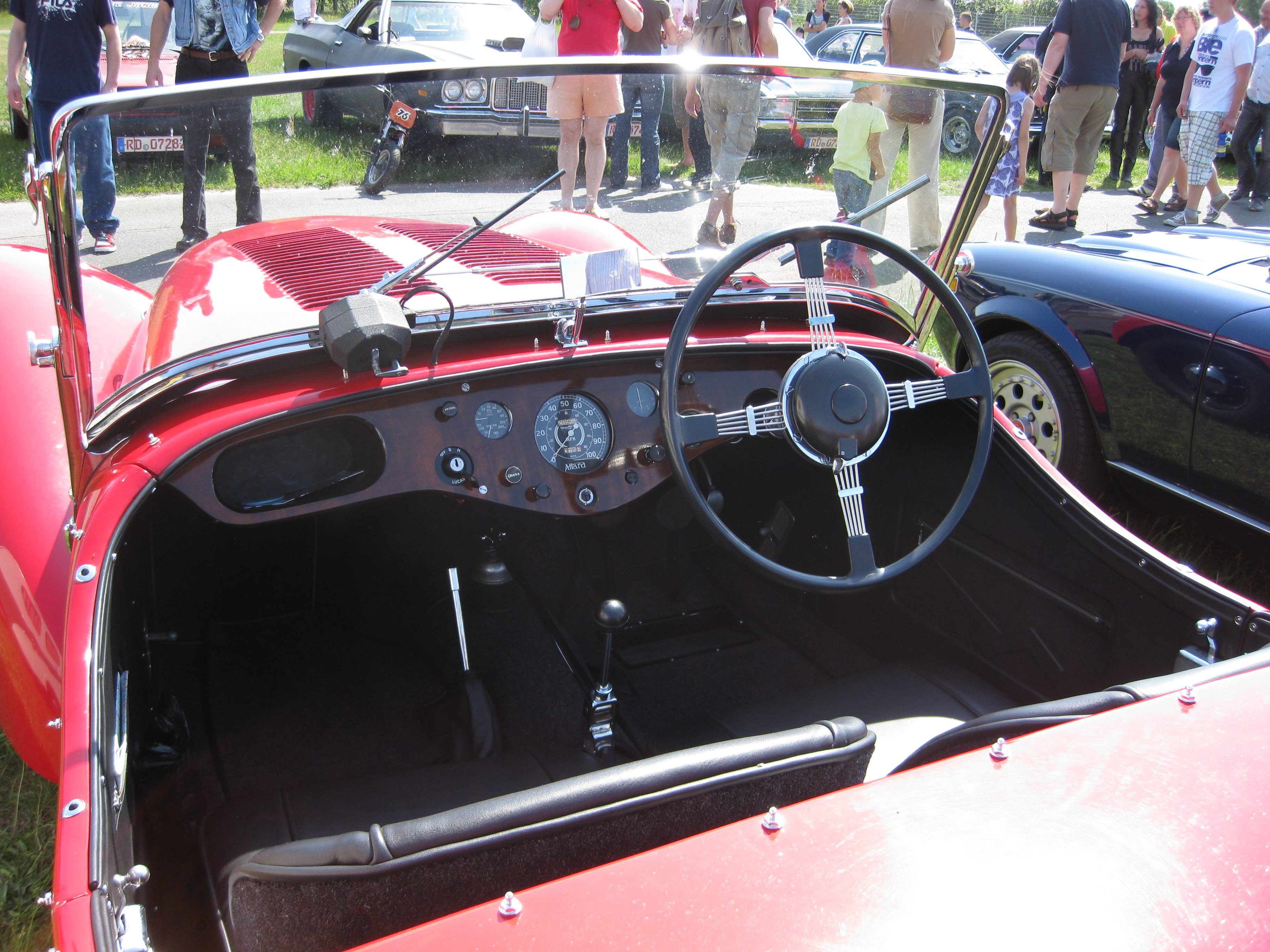
Das Cockpit
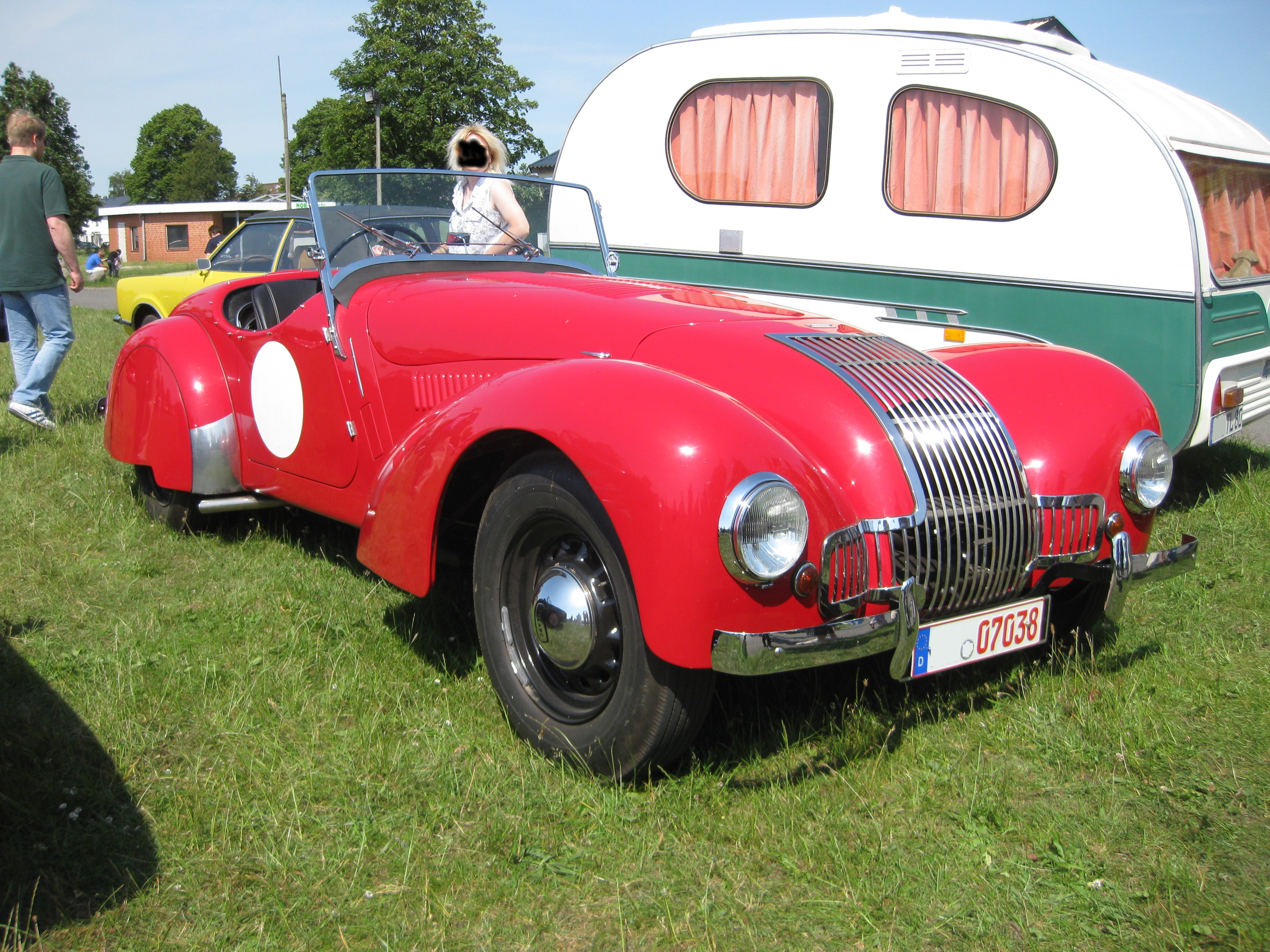
Frontansicht
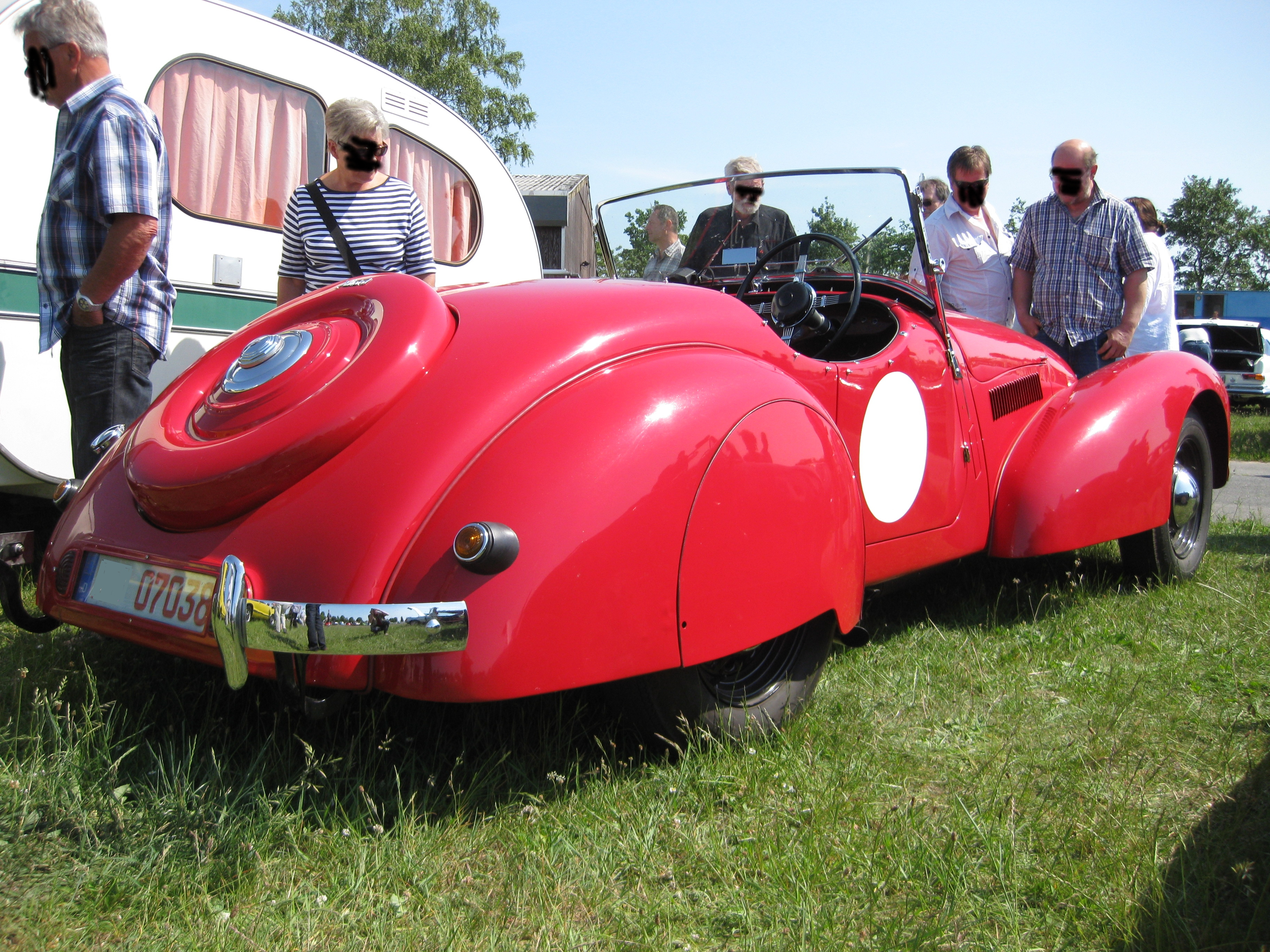
Heckansicht
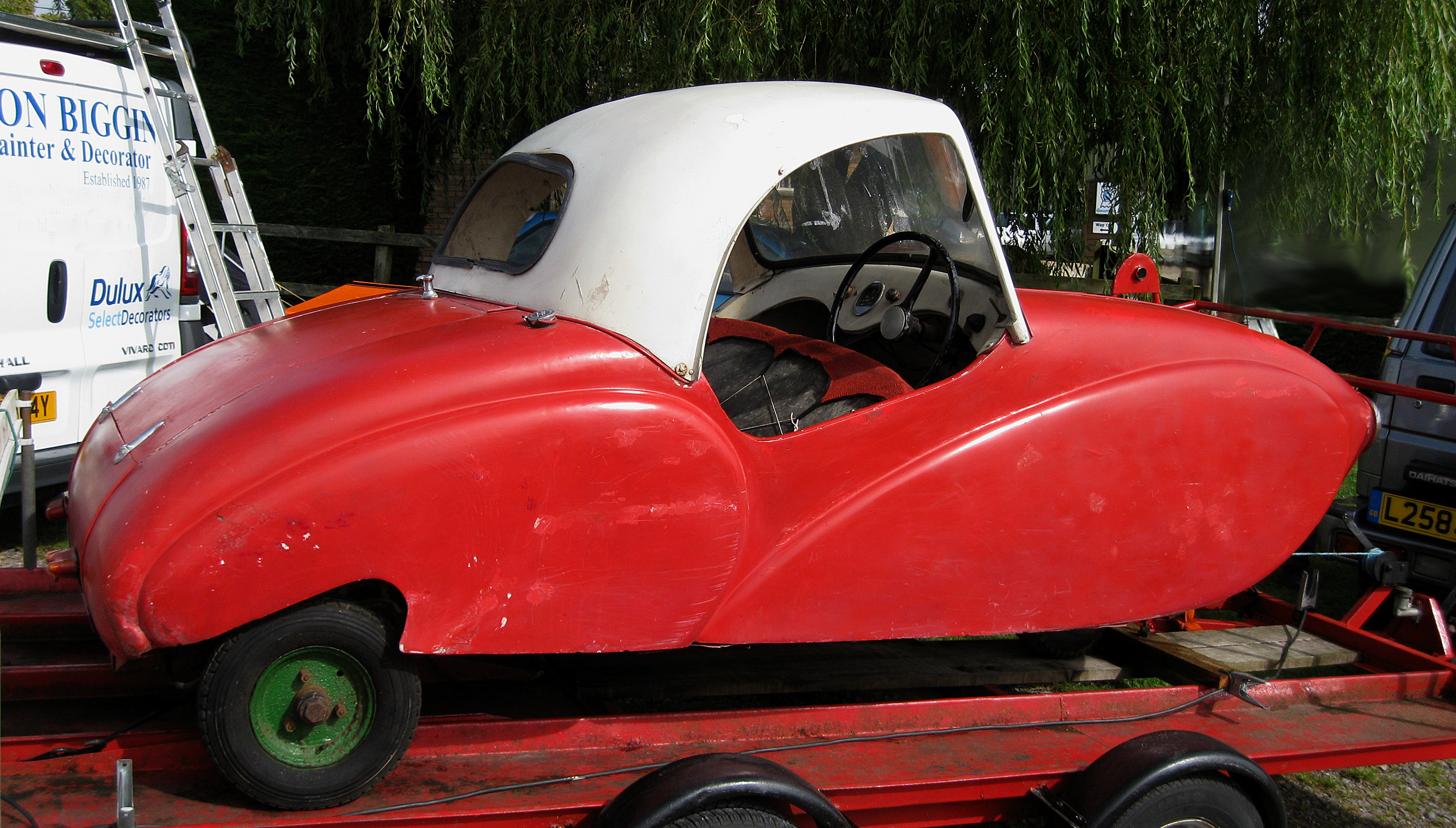
Gescheitertes Kleinstwagenprojekt: Allard Clipper